# Blechum
Genre
Classification APG III (2009)
Blechum est un genre de plantes à fleurs de la famille des Acanthaceae.
Selon Plants of the World Online, c'est un synonyme de Ruellia.

## Liste des espèces
Selon "The Plant List" 8 septembre 2012
- Blechum angustifolium (Sw.) R.Br. , 1810
- Blechum angustius Nees , 1847
- Blechum blechioides (Sw.) Hitchc. , 1893
- Blechum brasiliense G.Don , 1830
- Blechum costaricense Oerst. , 1854
- Blechum grandiflorum Oerst. , 1854
- Blechum haenkei Nees , 1847
- Blechum haughtii Leonard , 1951
- Blechum killipii Leonard , 1942
- Blechum linnaei Nees , 1847
- Blechum panamense Lindau , 1913
- Blechum pedunculatum Donn.Sm. , 1910
- Blechum pyramidatum (Lam.) Urb. , 1918
- Blechum trinitense Nees , 1847

## Espèces aux noms synonymes, obsolètes et leurs taxons de référence
Selon "The Plant List" 9 octobre 2012
- Blechum angustifolium (Sw.) Sm. = Ruellia angustifolia Sw. , 1788
- Blechum anisophyllum Juss. = Phaulopsis imbricata (Forssk.) Sweet , 1826
- Blechum blechum (L.) Millsp. = Blechum pyramidatum (Lam.) Urb. , 1918
- Blechum brownei Juss. = Blechum pyramidatum (Lam.) Urb. , 1918
- Blechum brownei Kunth [Illegitimate] = Blechum linnaei Nees , 1847
- Blechum brownei f. albiflora Kuntze = Blechum pyramidatum (Lam.) Urb. , 1918
- Blechum brownei f. albiflorum Kuntze = Ruellia blechum L. , 1759
- Blechum brownei f. brownei = Blechum pyramidatum (Lam.) Urb. , 1918
- Blechum brownei f. coeruleum Kuntze = Blechum pyramidatum (Lam.) Urb. , 1918
- Blechum brownei var. laxum Nees = Blechum pyramidatum (Lam.) Urb. , 1918
- Blechum brownei f. puberulum Leonard = Blechum pyramidatum (Lam.) Urb. , 1918
- Blechum brownei var. subcordatum Kuntze = Blechum pyramidatum (Lam.) Urb. , 1918
- Blechum cordatum Leonard = Hemigraphis alternata (Burm.f.) T.Anderson , 1864
- Blechum erectum Sm. = Blechum blechioides (Sw.) Hitchc. , 1893
- Blechum laxiflorum Juss. = Blechum blechioides (Sw.) Hitchc. , 1893
- Blechum linnaei var. laxum Nees = Blechum linnaei Nees , 1847
- Blechum linnaei var. nanum Nees = Blechum linnaei Nees , 1847
- Blechum linnaei var. parviflora Nees = Blechum linnaei Nees , 1847
- Blechum linnaei var. parviflorum Nees = Blechum linnaei Nees , 1847
- Blechum luzonium Nees = Blechum pyramidatum (Lam.) Urb. , 1918
- Blechum mexicanum Oerst. = Ruellia erythropus (Nees) Lindau , 1895
- Blechum sternbergii Nees = Tetramerium nervosum Nees , 1846
- Blechum tweedii Nees = Ruellia erythropus (Nees) Lindau , 1895
- Blechum tweedyi Nees = Ruellia erythropus (Nees) Lindau , 1895

## Espèces au statut non encore résolu
Selon "The Plant List" 9 octobre 2012
- Blechum brasiliense Mart. ex Nees
- Blechum dariense Lindau
- Blechum hamatum Klotzsch